# Bensheimer Passionsspiel
Das Bensheimer Passionsspiel ist eine von Laiendarstellern in Form einer Prozession inszenierte Darstellung der Passion Christi, die jährlich in der südhessischen Stadt Bensheim an der Bergstraße an Karfreitag gezeigt wird. Die auch als Kreuzweg bezeichnete Aufführung wurde im Jahr 1983 von italienischen Zuwanderern ins Leben gerufen und gilt als Beispiel eines italienisch-deutschen Kulturtransfers. Das Passionsspiel lockt eine große Zahl Zuschauer an, die – abhängig von der Wetterlage – regelmäßig zwischen mehreren Hundert und mehreren Tausend Personen beträgt.

## Geschichte

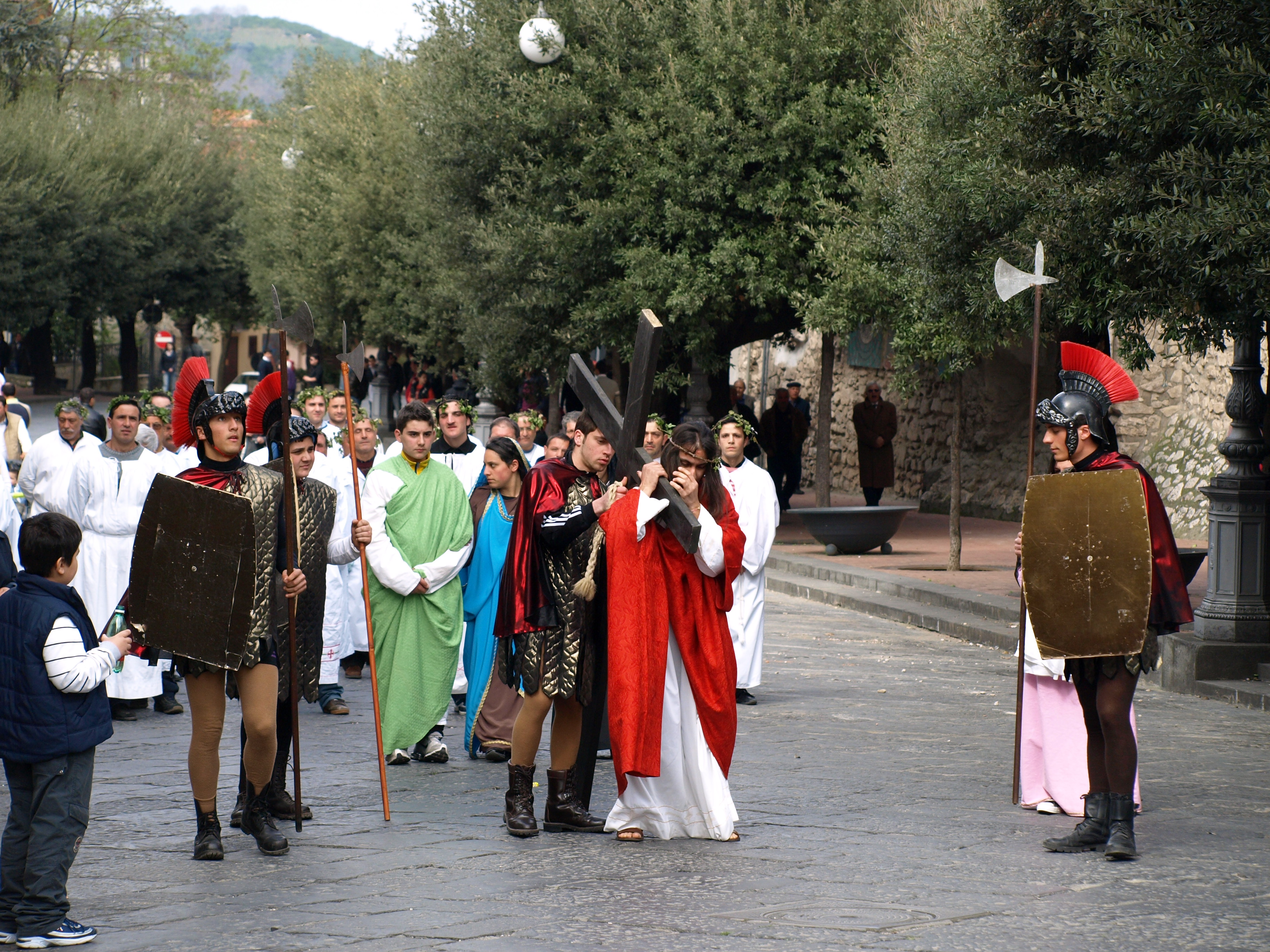
Prozession am Karfreitag in Lauro in Kampanien (2009)

Eine Gruppe innerhalb des von Italienern gegründeten Fußballvereins FC Italia Bensheim begann 1982 mit Selbstdarstellungen in der Öffentlichkeit, um sich als selbstbewusste italienische Zuwanderer erkennen zu geben und zum kulturellen Leben in der Stadt beizutragen. Sie beteiligten sich am Festumzug zum Bergsträßer Winzerfest mit einem Motivwagen Die Römer an der Bergstraße, mit welchem sie auf den Ursprung der regionalen Weinkultur bei ihren „Vorfahren“, den Römern, hinweisen wollten. In der Adventszeit desselben Jahres zeigten sie eine „Lebendige Krippe“ (Presepe vivente) in italienischer Art mit lebenden Tieren. Auf Initiative des Geometers Antonio Fortunato wurde dann für den Karfreitag 1983 eine öffentliche Prozession geplant, die dem deutschen Publikum das Begehen dieses Feiertags nach süditalienischem Muster zeigen und den zugewanderten Italienern zugleich ein „Stück Heimat“ sein sollte. Vorbild war der Ablauf der Settimana santa (Karwoche) im Vallo di Lauro, einer Gegend östlich von Neapel in der Provinz Avellino in Kampanien. Einige der Initiatoren stammten aus dem Städtchen Lauro und dessen nächster Umgebung.
Im ersten Jahr begann die Präsentation schon am Abend des Gründonnerstags mit einem Vorspiel in der Kapuzinerkirche, wo eine theatralische Darbietung der Fußwaschung und des letzten Abendmahls Jesu aufgeführt wurde, wie sie in ähnlicher Form – allerdings als kirchlich getragenes Ritual unter Beteiligung des Klerus – in vielen Orten Kampaniens (unter anderem auch im Ort Fontenovella bei Lauro) zu sehen ist. Sie fand jedoch keine größere öffentliche Aufmerksamkeit und wurde in den folgenden Jahren nicht wieder aufgegriffen.
Von Anfang an war der Teilnehmerkreis nicht auf die italienische Gemeinschaft beschränkt. Die Begründer sorgten dafür, dass tragende Rollen des in der Tradition der Sacra rappresentazione gestalteten Spiels schon beim ersten Mal von deutschen Mitspielern bekleidet wurden, und es spielten vielfach auch Angehörige anderer Nationen mit; von 1985 bis 1988 verkörperte ein Portugiese die Hauptfigur Jesus. Der Text ist von jeher auf Deutsch vorgetragen worden, einerseits, um zwischen Darstellern und dem Publikum keine Verständnisbarriere entstehen zu lassen, und andererseits auch, um sich zur neuen Heimat an der Bergstraße gehörend zu bekennen.
Der Impulsgeber kehrte nach der dritten Aufführung nach Italien zurück. Das Spiel wird seither von einer deutsch-italienischen Gemeinschaft getragen, die sich Italienische Familien mit ihren deutschen Freunden (oder kurz Karfreitagsfreunde) nennt. Sie weist eine niedrige Organisationsstruktur ohne formalen Vereinscharakter auf und trifft sich nur in den Vorbereitungs- und Übungswochen vor der Aufführung. Die große Mehrheit der aktiven Teilnehmer am Spiel sind mittlerweile Deutsche, es sind Christen der beiden großen Konfessionen und auch einige ohne Kirchenzugehörigkeit beteiligt. Mit Antonio Renzullo, Mario Miconi, Palma Tilatti (als einziger Frau), Giovanni Torre, Isidoro Lipiello und gegenwärtig Paolo Lipiello haben jedoch alle bisherigen Spielleiter („Regisseure“) einen italienischen Familienhintergrund. Zwischen 1991 und 2014 war der Bensheimer Hartmuth Lux (1963–2015) 24-mal Darsteller des Jesus und trug damit wesentlich zu einer qualitativen Verstetigung bei. Nachfolger war seit 2015 sein Sohn Julian; er war im Gründungsjahr 1983 noch nicht geboren und verkörperte damit – gemeinsam mit zahlreichen weiteren jüngeren Darstellern – die mittlerweile generationsübergreifende Tradition des Bensheimer Passionsspiels. Im Jahr 2025 übernahm der aus Nicaragua stammende Marvin Rafael Calderón die Rolle des Hauptdarstellers Jesus.
Organisatorische Unterstützung erhält die Trägergruppe von der Italienischen Katholischen Mission (Missione Cattolica Italiana) und der Stadt Bensheim, ohne dass dadurch der Charakter des Passionsspiels als relativ neuer, von engagierten Bürgern italienischer und deutscher Herkunft aus innerem Antrieb getragener Brauch im Jahreslauf zugunsten eines organisierten „Events“ verloren gegangen ist. Die aktive Werbung für die Aufführung beschränkt sich auf wenige Plakate in Bensheim und den Herkunftsorten der Darsteller, die von diesen selbst ausgehängt werden, und auf den Eintrag im städtischen Veranstaltungskalender.
In den Jahren 2020, 2021 und 2022 ist die Aufführung wegen der grassierenden COVID-19-Pandemie abgesagt worden, seit dem Karfreitag 2023 findet sie wieder im gewohnten Rahmen statt.

## Ablauf

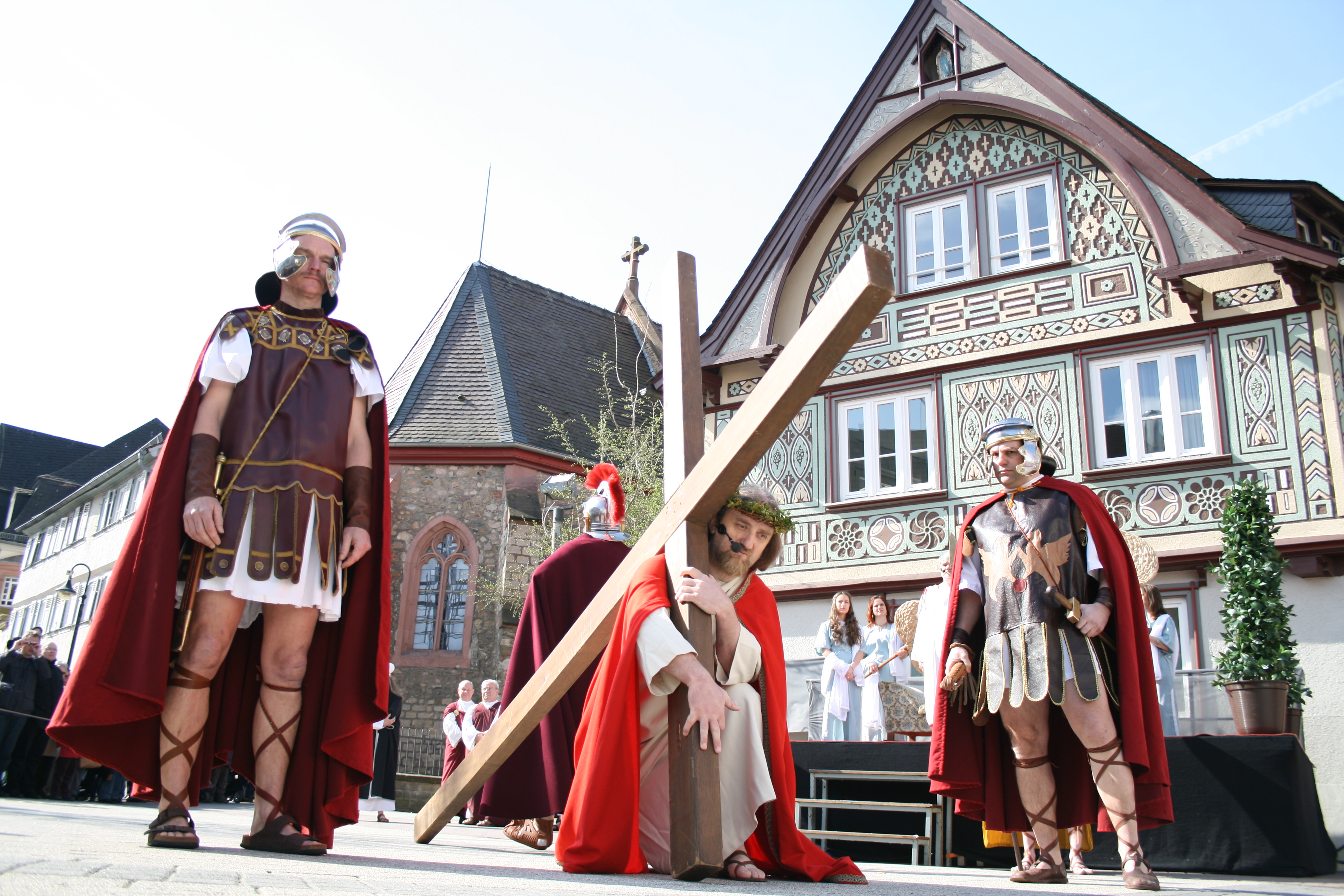
Die Aufnahme des Kreuzes durch Jesus am Spitalbrunnen (2010)

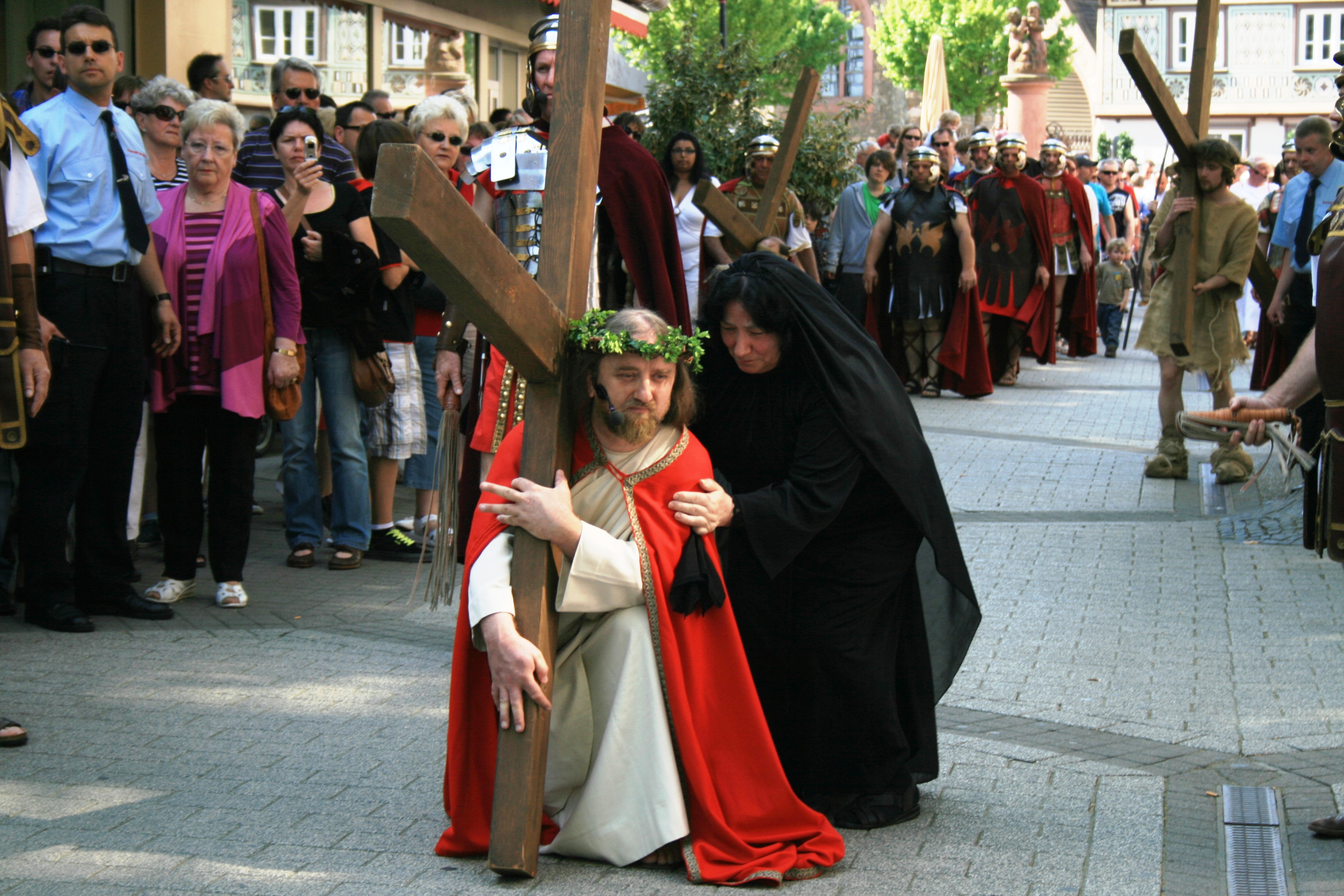
Jesus begegnet seiner Mutter auf dem Weg nach Golgatha; dahinter die Schächer (2012)

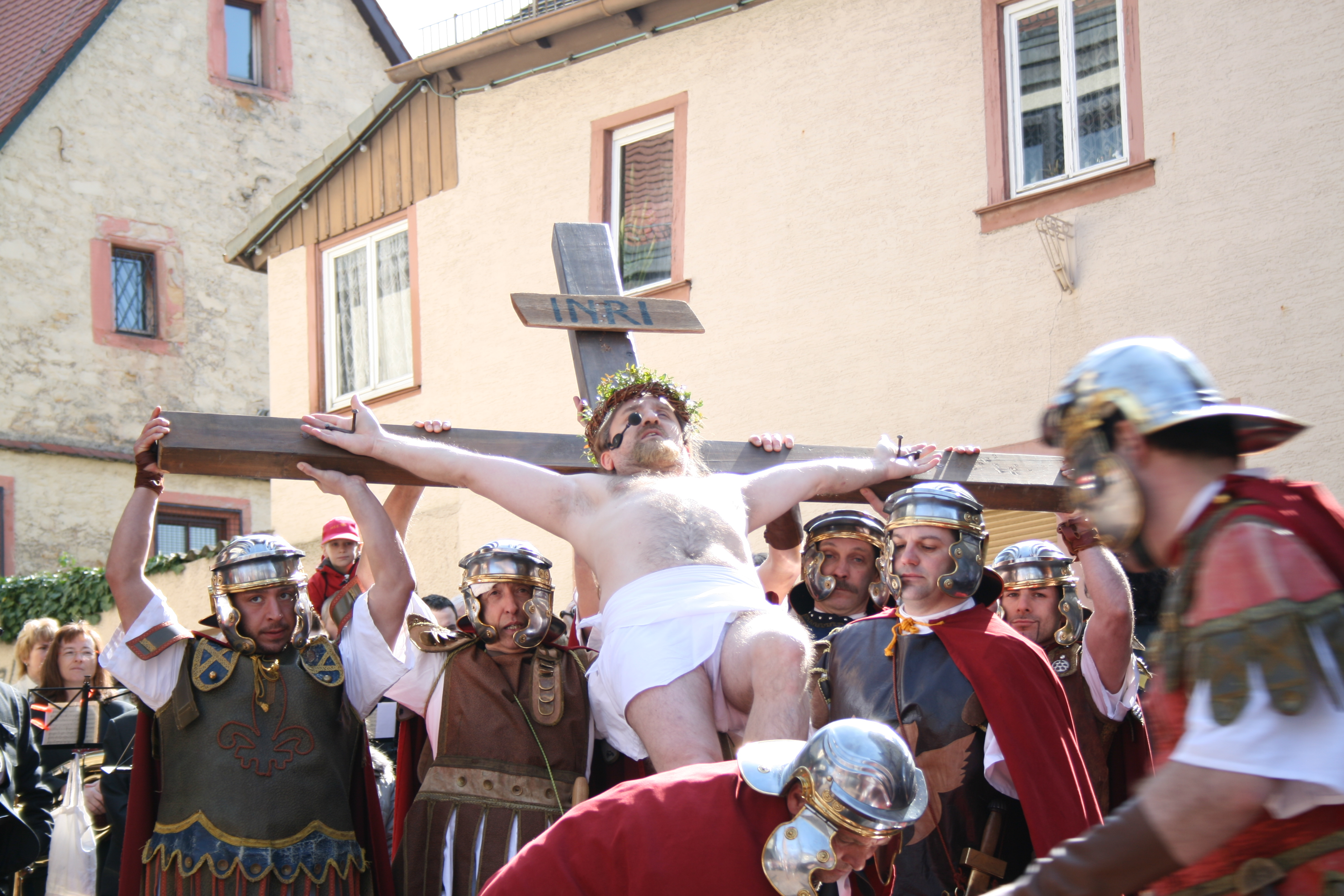
Die Aufrichtung des Kreuzes mit dem Gekreuzigten auf dem Marktplatz (2010)

Die in historisierenden Kostümen auftretenden jeweils ca. 70 bis 90 Darsteller bewegen sich am Vormittag des Karfreitags ab 10.30 Uhr durch die Bensheimer Innenstadt. Das Spiel setzt sich aus vier Hauptszenen und einigen Nebenszenen an neun Spielorten zusammen und dauert etwa eineinhalb Stunden. Die Hauptszenen bestehen aus dem Verrat und der Gefangennahme Jesu am Beauner Platz, der Befragung Jesu durch den Hohen Rat am Rinnentorturm, der Verurteilung Jesu durch Pontius Pilatus mit Schmähung durch Mantel und Dornenkrone, der Kreuzesaufnahme sowie der Freilassung des Barabbas am Spitalbrunnen und schließlich der Kreuzigung Jesu und der ihn begleitenden beiden Schächer sowie der Kreuzabnahme auf dem Marktplatz.
In den Nebenszenen auf den Wegen zwischen diesen Spielorten werden die Verleugnung Jesu durch Petrus, die Begegnung Jesu mit den drei Marien und mit Veronika, die ihm das Schweißtuch reicht, die Übernahme des Kreuzes durch Simon von Cyrene, die Verspottung durch Barabbas, die Züchtigung Jesu durch die ihn begleitenden Soldaten und seine drei Stürze sowie die Selbstrichtung des Judas bildlich thematisiert. In römischer Art gekleidete Trommler führen mit einem eindringlichen Trommelrhythmus den Prozessionszug vom Ort der Verurteilung bis zur Richtstätte an. Nach der Kreuzigung und vor der Kreuzabnahme würfeln Soldaten um das Gewand Jesu.
Die Aufführung verlebendigt somit – unter Hinzufügung der Gefangennahme und der Befragung Jesu vor dem Hohen Rat sowie weiterer kleinerer Episoden – im Wesentlichen die traditionellen vierzehn Stationen des Kreuzwegs (Via Crucis), wie er zur Andachtsübung vielerorts bildlich inner- und außerhalb römisch-katholischer Kirchen (so auch in der Bensheimer Pfarrkirche St. Georg und in der Kapuzinerkirche) angelegt worden ist, zu einem ausgestalteten Prozessions- bzw. Umgangsspiel.
Der von den Hauptakteuren gesprochene Text orientiert sich eng an den wörtlichen Vorgaben in den vier Evangelien des Neuen Testaments. Eingerahmt wird das dramatische Geschehen durch verschiedene musikalische Beiträge. In den ersten beiden Jahren waren es – wie in Lauro – von weiß gewandeten Italienern (so genannten Biancovestiti) vorgetragene Gesänge in süditalienischem Dialekt, seither sind deutsche Chöre oder Instrumentalgruppen (z. B. mehrfach der Katholische Kirchenmusikverein „St. Bartholomäus“ Fehlheim) engagiert worden, die vor allem deutsche Kirchenlieder zur Passionszeit vortragen.
Über die Jahre wurden nur wenige kleine Änderungen und Ergänzungen im Aufführungablauf vorgenommen, das Passionsspiel insgesamt hat niemals wesentliche Umgestaltungen erfahren.
Nach Ende der Aufführung versammeln sich die meisten Darsteller und zahlreiche Besucher in der am Marktplatz gelegenen Kapuzinerkirche zu einer zweisprachigen Andacht mit Kommunionfeier für die teilnehmenden Katholiken, in der das Vaterunser zugleich in deutscher und italienischer Sprache gebetet wird. Am Ausgang erhalten die Teilnehmer nach Entrichtung eines Almosens am vorhergehenden Palmsonntag in Italien geweihte Olivenzweige, die auch als „Erinnerung an die Heimat Italien“ gedacht sind.

## Resonanz
Das Bensheimer Passionsspiel hat sich zu einem Fixpunkt im Jahreslauf der Stadt entwickelt. Seine Wahrnehmung reicht weit über Bensheim hinaus, was nicht nur die Zuschauerzahlen belegen, sondern auch die Berichterstattung in den überregionalen Medien und in sonstigen Publikationen. Eine Abbildung aus der Aufführung im Jahr 2000 illustriert den Artikel Karfreitag im zehnbändigen Brockhaus-Lexikon. Für Familien mit italienischem Hintergrund aus dem Rhein-Neckar-Raum und seiner weiteren Umgebung ist die Veranstaltung ein beliebter Treffpunkt; im Jahr 2007 war jeder fünfte Besucher Italiener.
Entstehung und Gestaltung des Spiels waren Gegenstand einer wissenschaftlichen Untersuchung an der Johannes Gutenberg-Universität Mainz in Verbindung mit der Universität Messina, die im Jahr 2010 in Mainz am Tag der Forschung der Öffentlichkeit vorgestellt wurde und deren Ergebnisse gedruckt vorliegen (s. Literatur).